# Rūja
Die Rūja (estnisch: Ruhja jõgi) ist ein Fluss in Estland und in Lettland.
Die Rūja bildet den Ausfluss aus dem See Ruhijärv südlich von Karksi-Nuia im Südwesten Estlands. Sie fließt zunächst über rund 5 km nach Westen durch estnisches Gebiet, überschreitet dann die Grenze zu Lettland und tritt in die Landschaft Livland ein, wendet sich nach Südosten und anschließend wieder nach Westen, fließt durch Rūjiena (Rujen) und anschließend weiter nach Süden. Schließlich mündet sie in den Burtnieker See. Den Abfluss dieses rund 40 km² großen Gewässers bildet die Salaca (Salis), die bei Salacgrīva in die Rigaer Bucht der Ostsee mündet.
Die Länge der Rūja beträgt rund 77 km, das Einzugsgebiet 962,7 km².